# Amphibamus
Amphibamus es un género extinto de temnospóndilos que vivieron a finales del período Carbonífero en lo que hoy es la República Checa y los Estados Unidos. Se considera que este animal es cercano al ancestro común de los anfibios modernos. Alcanzaba una longitud de cerca de 20 centímetros.

## Galería

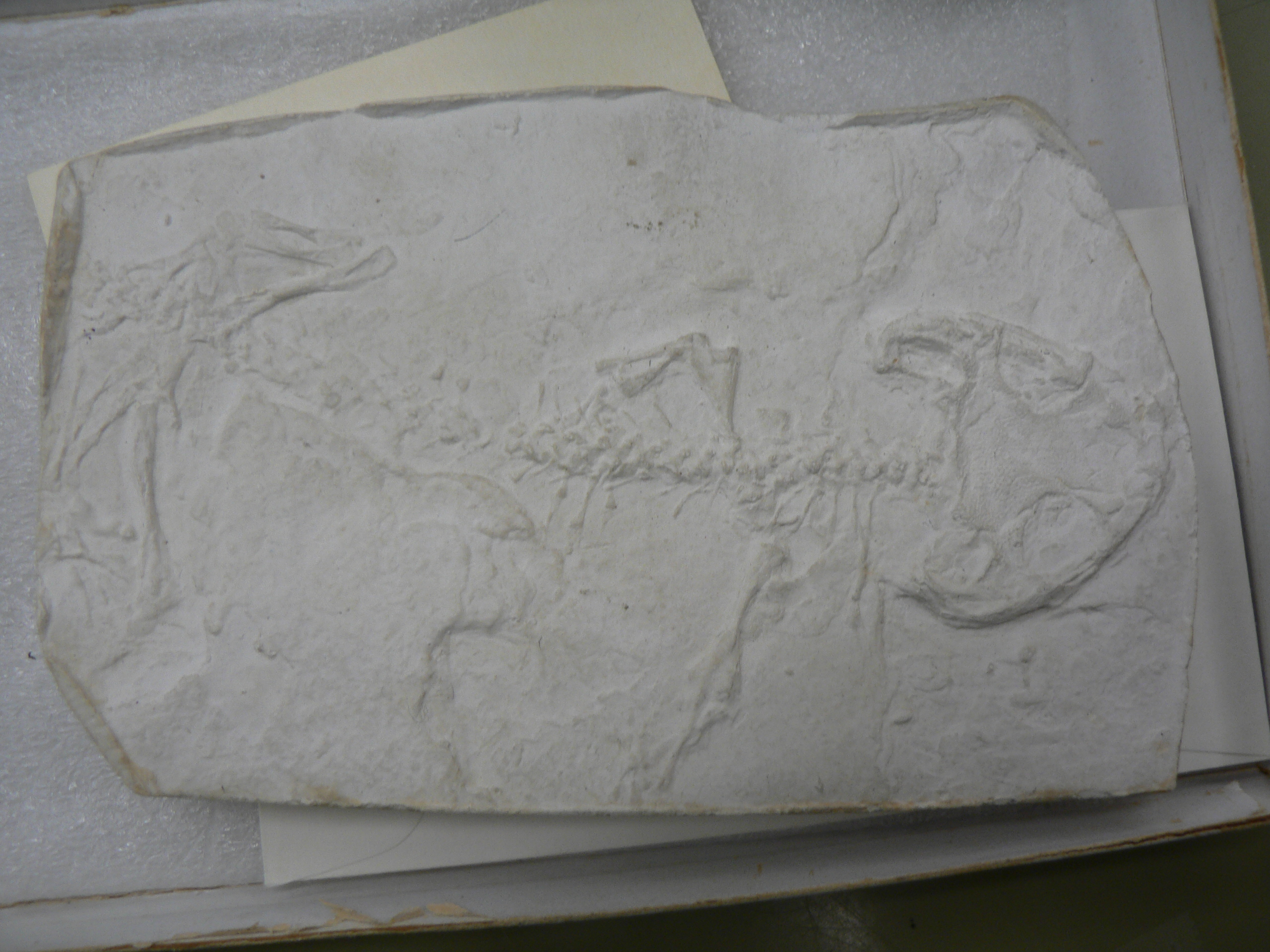
Réplica de Amphibamus en UALVP.
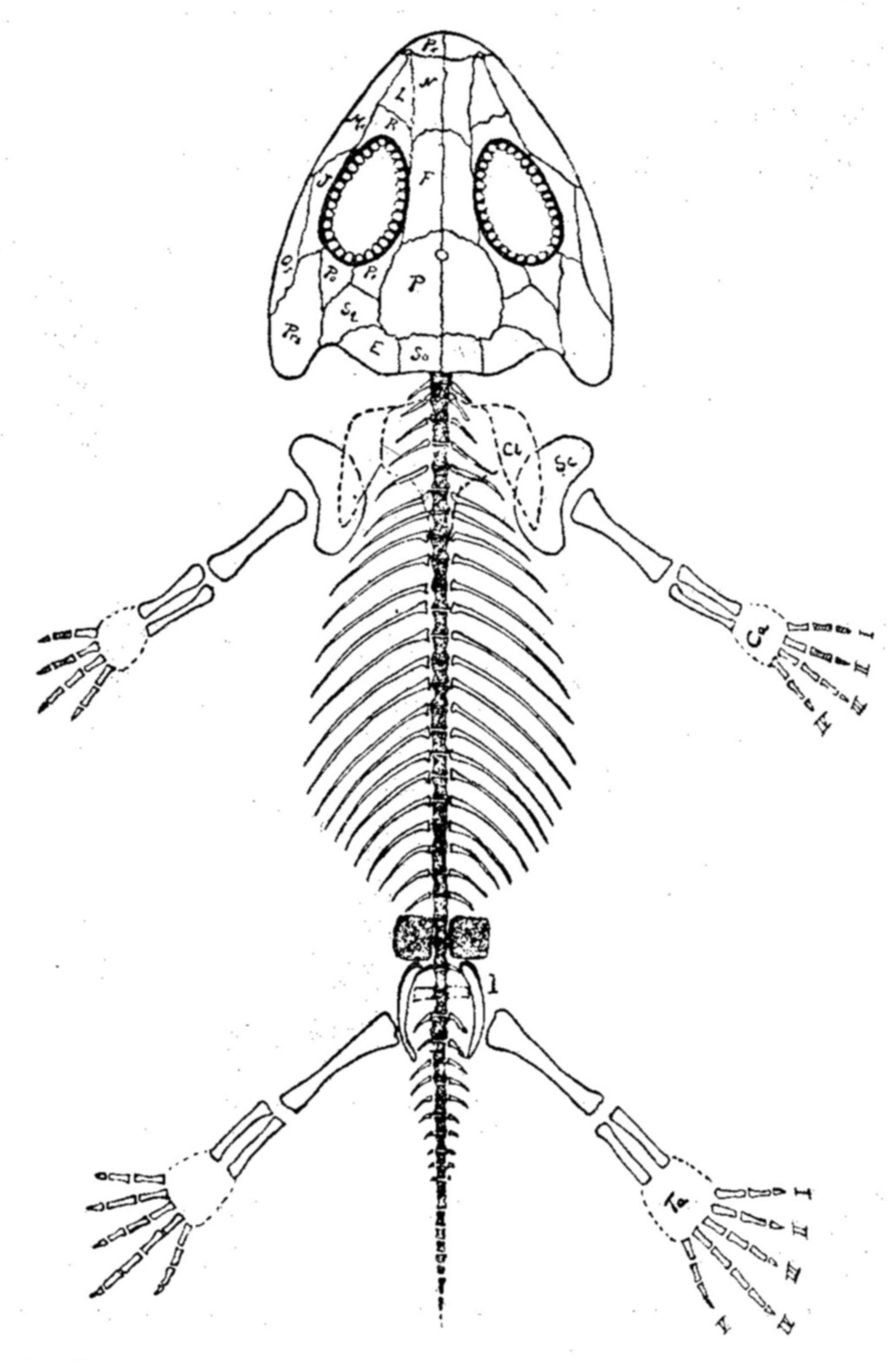
Esqueleto de Amphibamus grandiceps.

## Literatura
- Carroll, R. L. (1988) Vertebrate Paleontology and Evolution, WH Freeman & Co.
- Frobisch, N. B. & Schoch, R. R. (2009) Testing the Impact of Miniaturization on Phylogeny: Paleozoic Dissorophoid Amphibians. Systematic Biology 58:3, 312-327
- Ruta, M. et al. (2007) A supertree of Temnospondyli: cladogenetic patterns in the most species-rich group of early tetrapods (enlace roto disponible en Internet Archive; véase el historial, la primera versión y la última).. Proceedings of the Royal Society B-Biological Sciences 274: 3087-3095.

- Datos: Q2351015
- Multimedia: Amphibamus / Q2351015